# Sir Anthony Esmonde, 15th Baronet
Sir Anthony Esmonde, 15th Baronet  (n. 18 ianuarie 1899 – d. 1 ianuarie 1981) este un om politic irlandez, membru al Parlamentului European în perioada 1973 din partea Irlandei. 
1. ↑  Anthony Charles Esmonde, 15th Bt., The Peerage
2. 1 2 3 4 5 6 7 8  The Peerage
3. 1 2 3 4 5 6   https://www.oireachtas.ie/en/members/member/Anthony-Charles-Esmonde.D.1951-06-13 Lipsește sau este vid: |title= (ajutor)
4. 1 2 3   http://www.assembly.coe.int/nw/xml/AssemblyList/MP-Details-EN.asp?MemberID=514 Lipsește sau este vid: |title= (ajutor)